# Sefardyjczycy i Orientalne Społeczności
Sefardyjczycy i Orientalne Społeczności (hebr.: ספרדים ועדות מזרח, Sfaradim VeEdot Mizrah) – izraelska partia polityczna, jedna z poprzedniczek Likudu.

## Historia

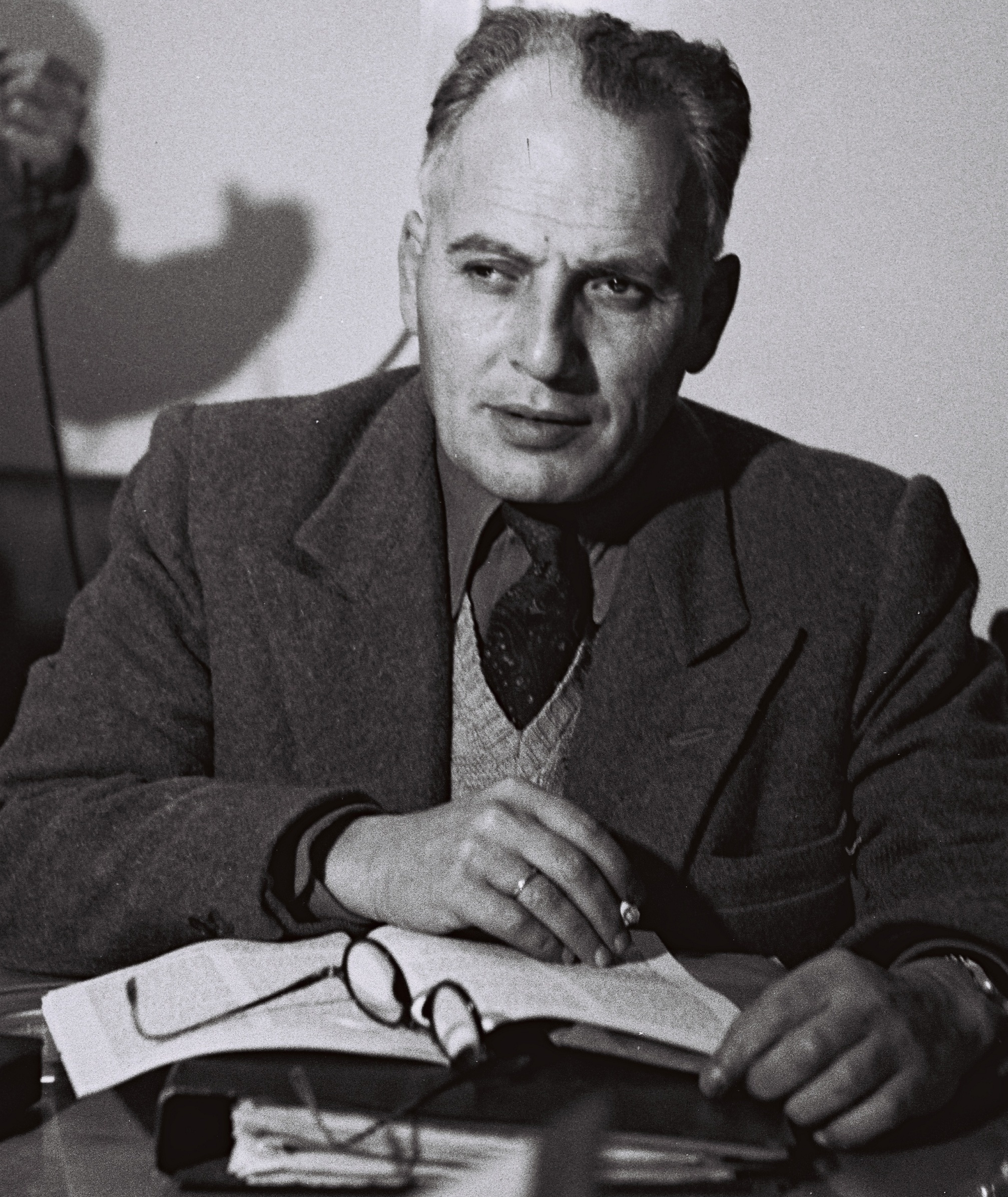
Bechor-Szalom Szitrit (1895−1967), jeden z liderów partii

Partia o nazwie Sefardyjczycy i Orientalne Społeczności reprezentowała Żydów sefardyjskich i orientalnych, którzy zamieszkiwali Palestynę jeszcze przed ogłoszeniem niepodległości Izraela. Ugrupowanie wchodziło w skład prowizorycznego rządu w latach 1948−1949.
Pod pełną nazwą „Lista Narodowej Jedności Sefardyjczyków i Społeczności Orientalnych”, partia uzyskała 3,5% głosów, co dało jej 4 miejsca w Knesecie w wyniku wyborów w 1949 roku. Ugrupowanie było reprezentowane w izbie przez deputowanych: Moszego Ben–Ammiego, Elijjahu Eljaszara, Awrahama Elmalicha i Bechora-Szaloma Szitrita. Partia ta weszła w skład rządu Dawida Ben Guriona, lidera Mapai, a Sheetrit został ministrem policji.
Przed wyborami w 1951 roku ugrupowanie zmieniło nazwę, na „Lista Sefardyjczyków i Społeczności Orientalnych, Wiekowych i Imigrantów”. Partia straciła połowię miejsc w izbie, w porównaniu z poprzednimi wyborami, uzyskując jedynie 1,8% głosów, co dało jej tylko dwóch deputowanych. Swe miejsce w Knesecie zachował Eliashar, drugie miejsce obsadził Binjamin Sason. Tym razem jednak nie weszli oni w skład koalicji rządowej.
W czasie kadencji drugiego Knesetu, partia została wchłonięta przez Ogólnych Syjonistów, ówczesne drugie pod względem wielkości ugrupowanie w parlamencie. Było ono częścią koalicji tworzącej czwarty i piąty rząd. Niektórzy byli członkowie partii Sefardyjczycy i Orientalne Społeczności nie byli zadowoleni z tego połączenia. Z tego powodu doszło do rozłamu. Ci, którzy odeszli, startowali samodzielnie w wyborach w 1955 i 1959 roku, jednak bez powodzenia.
Nieco później Ogólni Syjoniści połączyli się z Partią Progresywną, tworząc Partię Liberalną, która przez krótki czas była „trzecią siłą” w izraelskim parlamencie. Następnie połączyła się z Herutem, tworząc Gahal, który ostatecznie przekształcił się w Likud.

## Politycy

### Posłowie wpierwszym Knesecie
Posłowie wybrani w wyborach w 1949: Mosze Ben–Ammi, Elijjahu Eljaszar, Awraham Elmalich, Bechor-Szalom Szitrit

### Posłowie wdrugim Knesecie
Posłowie wybrani w wyborach w 1951: Binjamin Sason, Elijjahu Eljaszar